# Foxxy
Foxxy (Tucson, 11 aprile 1983) è un'attrice pornografica statunitense.

## Biografia
Di origini latine, ha debuttato nell'industria cinematografica per adulti all'età di 20 anni nel 2003 dopo esser stata reclutata dalla Grooby Productions. Nel 2013 ha vinto agli AVN Awards il premio per la migliore scena di sesso transessuale. Due anni più tardi è stata premiata come miglior attrice transgender ai NightMoves Award. Nel 2021 è stata premiata agli Urban X Awards, venendo inserita nella Hall of Fame.
Agli AVN Awards 2023, è stata aggiunta nella AVN Hall of Fame.

## Riconoscimenti
- AVN Awards
  - 2013 – Best Transsexual Sex Scene per American Tranny 2 con Christian XXX[7]
  - 2023 – AVN Hall of Fame[8]
- NightMoves Award
  - 2015 – Best Transgender Actress[9]
  - 2019 – Best Transgender Actress[10]
- Tranny Awards
  - 2013 – Best Website Model Hardcore[11]
  - 2014 – Best Scene per Asian Nail Salon con Venus Lux[12]
  - 2018 – Kinkiest T-Girl Domme[13]
  - 2019 – Best Scene per Asian Nail Salon con Venus Lux[14]
  - 2019 -  Bob's T Girl Model of the Year con Natassia Dreams[14]
  - 2021 - Transcende Award[15]
  - 2022 - Best Internet Personality[16]
  - 2022 -  Best Girl/Girl Scene per Forget Them, You are Perfect con Melanie Brooks[16]
  - 2023 – Pornhub Model of the Year[17]
  - 2024 – Best Scene per Asian Nail Salon con Venus Lux[18]